# Leopold Karl von Kollonitsch
Leopold Karl von Kollonitsch (anche: Kollonitz, Kolloniz e Kollonich) (Komárno, 26 ottobre 1631 – Vienna, 20 gennaio 1707) è stato un arcivescovo cattolico e cardinale tedesco.

## Biografia
Nacque a Komárno, all'epoca nel Regno d'Ungheria, oggi in Slovacchia, il 26 ottobre 1631 dal conte Ernst von Kollonitsch e da Anne Elizabeth von Kueffstein.
Giovanissimo, entrò nell'ordine dei Cavalieri di Malta (1650), e dal 1651 partecipò alla strenua difesa dell'isola di Candia (oggi Creta) dall'invasione ottomana.
Fu vescovo di Nitra dal 1668 al 1670.
Fu poi vescovo di Wiener Neustadt dal 1670 al 1686, quindi trasferito a Győr.
Nel 1683 si distinse durante il secondo assedio di Vienna da parte dei Turchi.
Papa Innocenzo XI, che già lo aveva ordinato vescovo, lo elevò al rango di cardinale nel concistoro del 2 settembre 1686 assegnandogli il titolo presbiterale di San Girolamo dei Croati.
Dal 1690 al 1695 fu arcivescovo di Kalocsa.
Dal 1695 al 1707 fu arcivescovo di Strigonio e primate d'Ungheria.
Morì il 20 gennaio 1707 all'età di 75 anni.

## Genealogia episcopale e successione apostolica
La genealogia episcopale è:
- Cardinale Guillaume d'Estouteville, O.S.B.Clun.
- Papa Sisto IV
- Papa Giulio II
- Cardinale Raffaele Sansone Riario
- Papa Leone X
- Papa Paolo III
- Cardinale Francesco Pisani
- Cardinale Alfonso Gesualdo di Conza
- Papa Clemente VIII
- Cardinale Pietro Aldobrandini
- Cardinale Laudivio Zacchia
- Cardinale Antonio Barberini, O.F.M.Cap.
- Cardinale Marcantonio Franciotti
- Papa Innocenzo XII
- Cardinale Leopold Karl von Kollonitsch

La successione apostolica è:
- Vescovo Blažej Jáklin (1689)
- Vescovo Stephanus Kadà (1690)
- Vescovo Giovanni Felice Bernabei, O.F.M.Conv. (1690)
- Cardinale Johann Philipp von Lamberg (1690)
- Vescovo Franciscus Antonius von und zu Losenstein (1691)
- Vescovo Francesco Giani (1691)
- Vescovo Nicolaus Antonius de Esterházy (1693)
- Vescovo Stjepan Seliščević (1695)
- Vescovo Antal Ferenc von Buchheim (1695)
- Vescovo Ladislav Maťašovský (1696)
- Cardinale Christian August von Sachsen-Zeitz (1696)
- Vescovo Franz Ferdinand von Rummel (1696)
- Vescovo Francesco Jany (1697)
- Vescovo Athanasie Anghel Popa (1701)
- Vescovo István Dolny (1703)